# Schlachthausgasse (metropolitana di Vienna)
Schlachthausgasse è una stazione della linea U3 della metropolitana di Vienna situata nel 3º distretto entrata in servizio il 6 aprile 1991.  

## Descrizione
La stazione si sviluppa in sotterranea sotto Markhofgasse e Alfred-Dallinger-Platz. Ai treni si accede tramite una piattaforma a isola centrale con uscite a entrambe le estremità dei marciapedi.

## Ingressi
- Schlachthausgasse
- Hainburger Weg
- Markhofgasse